# 瑞德·伯恩施坦
瑞德·伯恩施坦(Rhett Anthony Bernstein，1987年9月10日—)是美國的職業足球運動員，司職後衛，現效力於北美足球聯賽邁阿密FC。